# 大歳克衛
大歳 克衛（おおとし かつえ、1929年（昭和4年）4月16日 - 2014年（平成26年）6月8日）は、広島県出身の洋画家である。広島市立大学名誉教授、尾道市立大学名誉教授。中国文化賞を受賞。

## 略歴
1929年（昭和4年）4月16日、安佐郡緑井村（現・広島市安佐南区緑井）に生まれる。1948年（昭和23年）、旧制崇徳中学校を卒業。1954年（昭和29年）には東京芸術大学油絵科卒業。梅原龍三郎に師事する。1956年（昭和31年）より国画会に出品し初入選。1958年（昭和33年）、「海の詩」などで国画会新人賞を受賞する。翌年には安井賞候補にも選ばれる。
1962年（昭和37年）には国画会会員となり、1964年（昭和39年）より1年間パリに滞在。1970年（昭和45年）、日本洋画商協同組合展に選ばれる。また同年には再び安井賞候補にも選ばれている。
1994年（平成6年）より広島市立大学芸術学部教授となり、1998年（平成10年）に同大学大学院教授となり、2000年（平成12年）に同大名誉教授となる。第57回中国文化賞を受賞する。
2014年（平成26年）6月8日、肺炎のため、広島市安佐南区の自宅で死去、85歳。

## 人物
- 実父も画家として活躍し、中国文化賞の候補となっている。
- 子どもの頃から絵が好きで、「中国新聞の児童画コンクールでは毎年、一席か二席」であったという。
- 東京に出た際に、絶対的な自信があった絵だが、大学では全国から集まった才能に圧倒されたという。その為、デッサンの場所取りのために毎朝7時前には登校し、アルバイトは似顔絵描きをし、絵筆を放さなかった。
- 国画会で新人賞に選ばれ、美術評論家の福島繁太郎の目に留まり、福島の経営する画廊の専属となった。
- 自ら「完全主義」という姿勢で画境を深化させてきた。
- 市立大の教授就任がなければ故郷・広島に戻るつもりはなかったという。本人は「中央志向というか、権力志向というか、東京の刺激がないと創作できないと思っていた」と語っている。だが、広島で若者と触れ合ううちに考え方を変え、「場所や評価はどうでもいい。今は自分しか描けない絵を描いてゆきたいと思うだけ」と語っている。[2]